# Coenophila latefasciata
Coenophila latefasciata är en fjärilsart som beskrevs av Hoyningen-huene 1901. Coenophila latefasciata ingår i släktet Coenophila och familjen nattflyn. Inga underarter finns listade i Catalogue of Life.